# Rohatyniec słoniowy
Rohatyniec słoniowy (Megasoma elephas) – gatunek chrząszcza z rodziny poświętnikowatych (Scarabaeidae), z podrodziny rohatyńcowatych.

## Występowanie
Występuje w Meksyku oraz w krajach Ameryki Środkowej.

## Opis gatunku

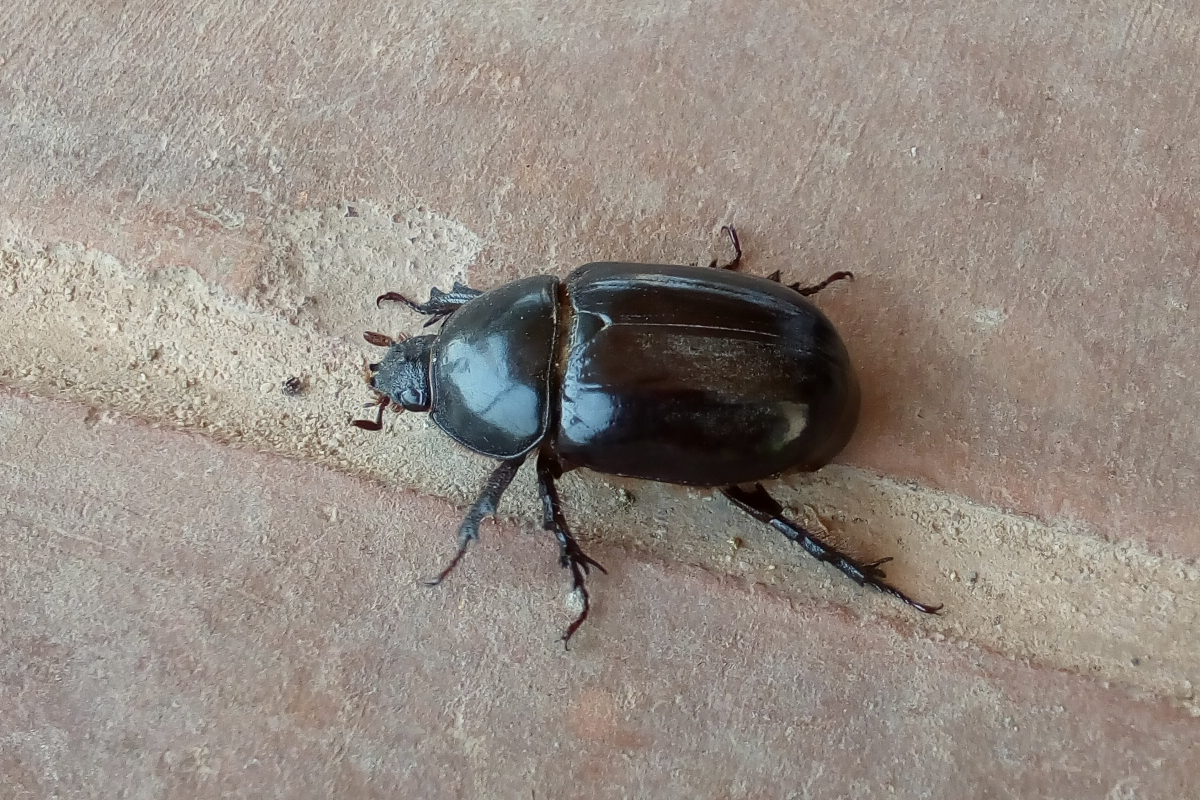
Samica

Samce tego gatunku mogą osiągać nawet 12 cm długości, a samice do 6 cm. W naturze żywią się sokiem ze zranionych drzew, a w hodowli żywi się je ananasami i liczi. Osobniki tego gatunku żyją na drzewach. Część samic składa jaja wysoko w koronach drzew, w dziuplach albo w gniazdach ptaków. Mimo to większość samic składa jaja na butwiejącym drewnie na ziemi. Larwy żywią się próchnem i mogą się rozwijać nawet przez trzy lata.